# Giambologna
Giovanni da Bologna, også kendt som Giambologna (født Jean Boulogne i 1529 i Douai, Flandern (i dag i Frankrig), død 13. august 1608 i Firenze) var senmanierismens betydeligste billedhugger.[kilde mangler]

## Værker
- "Sabinerindernes rov" (Firenze, Loggia dei Lanzi)
- "Rytterstatue med Cosimo I." (Firenze, Piazza Signoria)
- "Merkur" (Firenze, Museo nazionale del Bargello)
- "Herkules og Zentauren" (Firenze, Loggia dei Lanzi)
- "Neptun" Neptun-brønden befinder sig på Piazza Nettuno i Bologna.
- "Venus" (Firenze, står i Palazzo Pitti's Boboli-have)
- Firenze besejrer Pisa, Marmor, Firenze/Palazzo Vecchio, Sala dei Cinquecento

## Weblinks
- Giovanni Bologna i Artcyclopedia

1. ↑  Navnet er anført på engelsk og stammer fra Wikidata hvor navnet endnu ikke findes på dansk.
2. ↑  Navnet er anført på engelsk og stammer fra Wikidata hvor navnet endnu ikke findes på dansk.
3. ↑  Navnet er anført på engelsk og stammer fra Wikidata hvor navnet endnu ikke findes på dansk.
4. ↑  Navnet er anført på engelsk og stammer fra Wikidata hvor navnet endnu ikke findes på dansk.